# Юлі Дейтерс
Юлі Дейтерс (нід. Julie Deiters, 4 вересня 1975) — нідерландська хокеїстка на траві.
Бронзова призерка Олімпійських Ігор 2000 року.
Чемпіонка Європи 1999 року.
Переможниця Трофею чемпіонів 2000 року, срібна призерка 1999, 2001 років, бронзова призерка 1997 року.
Срібна призерка Чемпіонату світу 1998 року.